# Леписье, Франсуа Бернар
Франсуа́ Берна́р Леписье́ (фр. François-Bernard Lépicié; 6 октября 1698, Париж, Королевство Франция — 17 января 1755, там же) — французский историк, Рисунок рисовальщик и Гравюра гравёр. Академик (с 1740; ассоциированный член с 1734) и секретарь-историограф (с 1737) Королевской академии живописи и скульптуры в Париже. Мастер репродукционной гравюры первой половины XVIII века, известен по гравюрам с картин живописца Жана-Батиста Симеона Шардена.

## Биография
Леписье был сыном писателя, но рано обнаружил талант к рисованию. В возрасте пятнадцати лет поступил в школу Дюшанжа (l’école de Duchange), изучал изобразительное искусство и литературу, читая древних и современных авторов. Он и далее сочетал в своём творчестве работу рисовальщика-гравёра и литератора. Гравированию учился у Пьера-Жана Мариетта .
В Англии вместе с Клодом Дюбоском и Никола Дориньи выполнял гравюры по картонам Рафаэля «Деяния Апостолов», созданных для шпалер Сикстинской капеллы в Ватикане (в 1623 году они были приобретены принцем Уэльским — впоследствии королём Англии Карлом I, и находились в то время в загородном дворце Хэмптон-Корт).
По возвращении во Францию, Леписье получил должность чиновника в Ренне, которую занимал менее года, прежде чем вернуться к практике изобразительного искусства. 4 мая 1737 года, был назначен секретарём-историографом в Королевскую академию живописи и скульптуры, заменив Дюбуа де Сен-Желе. Леписье брал уроки гравирования у Гаспара Дюшанжа и Жана Мариетта Старшего. С 1737 года начал издание знаменитой серии очерков-биографий «История художников». В 1752 году опубликовал «Комментированный каталог живописных картин Короля» (Catalogue raisonné des tableaux du Roi) в 2-х томах с историческими справками о каждой работе. Он также составил «Сборник жизнеописаний первых живописцев короля» (Recueil des vies des premiers peintres du roi), в который вошли всего пять жизнеописаний: Шарля Лебрена, Франсуа Депорта, Ноэля Куапеля, Пьера Миньяра и графа де Келюса.
Историографическая работа отвлекла Леписье от гравюры: с того времени он создал очень мало. Тем не менее, его вклад в искусство репродукционной гравюры XVIII века существенен. «Анри Симон Томассен (1687—1741), Луи Сюрюг (1686—1762) и Николя Анри Тардьё (1674—1748) передали эстафету новой плеяде гравёров, из которых наиболее известными были Габриэль Юкье (1695—1772), Лоран Кар (1699—1771), Жак-Филипп Леба (1707—1763), Пьер-Александр Авелин (1710—1760), гравировавшие произведения А. Ватто, тогда как Никола де Лармессен (1684—1756) изготовлял репродукции с картин Н. Ланкре, а Бернар Леписье (1698—1755) — с картин Ж.-Б. С. Шардена».
7 января 1723 года Франсуа Бернар Леписье женился на Рене-Элизабет Марлье (1714—1773), дочери друга его отца, она также была художником-гравёром. Его сын Николя Бернар Леписье (1735—1784) — живописец, ученик отца и Карла Ван Лоо.
Леписье скончался в Париже от приступа апоплексии 17 января 1755 года.

## Галерея
- Портрет Катрин-Мари-Жанна Кино-Дюфрен. По оригиналу Ж. Аведа. 1726. Офорт
- Луи де Булонь. По оригиналу Г. Риго. 1736. Офорт
- Ф. Б. Леписье. Памятник Миньяру. 1743. Офорт, резец
- Мальчик с волчком. По картине Ж.-Б. С. Шардена. 1742. Офорт
- Учительница. По картине Ж.-Б. С. Шардена. Офорт
- Губернантка. По картине Ж.-Б. С. Шардена. 1739. Офорт
- Антуан де ла Рок. По картине А. Ватто. 1734. Офорт